# ساندرا سانتوس
ساندرا سانتوس هي دراجة برتغالية، ولدت في 2 يونيو 1992.

## وصلات خارجية
- ساندرا سانتوس على موقع إحصائيات الدراجات الإحترافية (الإنجليزية)
- ساندرا سانتوس على موقع نسبة الدراجات (الإنجليزية)